# 浅杯鳞盖蕨
浅杯鳞盖蕨（学名：Microlepia ampla）为姬蕨科鳞盖蕨属下的一个种。

## 扩展阅读
- 維基物種上的相關：浅杯鳞盖蕨